# Élections législatives de 1914 dans la Somme
Les élections législatives françaises de 1914 se déroulent les 26 avril et 10 mai 1914. Dans le département de la Somme, sept députés sont à élire dans le cadre de sept circonscriptions.

## Députés sortants et députés élus
|   | Circonscription | Député sortant             |  | Parti | Député élu         |  | Parti |
| - | --------------- | -------------------------- |  | ----- | ------------------ |  | ----- |
| 1 | 1re d'Abbeville | Émile Ternois              |  | PRRRS | Émile Ternois      |  | PRRRS |
| 2 | 2e d'Abbeville  | Henri des Lyons de Feuchin |  | FR    | Marius Delahaye    |  | PRRRS |
| 3 | 1re d'Amiens    | Lucien Lecointe            |  | SFIO  | Lucien Lecointe    |  | SFIO  |
| 4 | 2e d'Amiens     | René Jouancoux             |  | PRRRS | René Jouancoux     |  | PRRRS |
| 5 | Doullens        | Étienne Dusevel            |  | PRRRS | Anatole Jovelet    |  | PRRRS |
| 6 | Montdidier      | Louis-Lucien Klotz         |  | PRRRS | Louis-Lucien Klotz |  | PRRRS |
| 7 | Péronne         | Émile Magniez              |  | PRRRS | Émile Magniez      |  | PRRRS |

## Résultats au niveau départemental
| Parti    | Parti                                            | Premier tour | Premier tour | Second tour | Second tour | Sièges |
| Parti    | Parti                                            | Voix         | %            | Voix        | %           | Sièges |
| -------- | ------------------------------------------------ | ------------ | ------------ | ----------- | ----------- | ------ |
|          | Parti républicain, radical et radical-socialiste | 56 852       | 46,81        | 43 377      | 46,36       | 6      |
|          | Section française de l'Internationale ouvrière   | 22 511       | 18,54        | 11 776      | 12,58       | 1      |
|          | Action libérale populaire                        | 17 444       | 14,36        | 19 829      | 21,19       | 0      |
|          | Parti républicain démocratique                   | 12 412       | 10,22        | 10 448      | 11,17       | 0      |
|          | Fédération républicaine                          | 12 231       | 10,07        | 8 138       | 8,70        | 0      |
|          |                                                  |              |              |             |             |        |
| Exprimés | Exprimés                                         | 121 450      |              | 93 568      |             | 7      |

## Résultats par arrondissement

### Arrondissement d'Abbeville

#### 1recirconscription
Député sortant : Émile Ternois (PRRRS)
| Candidat | Candidat           | Parti    | Premier tour | Premier tour |
| Candidat | Candidat           | Parti    | Voix         | %            |
| -------- | ------------------ | -------- | ------------ | ------------ |
|          | Émile Ternois *    | PRRRS    | 9 409        | 65,36        |
|          | Eugène Haignerelle | FR       | 3 118        | 21,66        |
|          | Félix Roux         | SI       | 1 856        | 12,89        |
|          | Armand Gosselin    | SFIO     | 12           | 0,08         |
|          |                    |          |              |              |
| Exprimés | Exprimés           | Exprimés | 14 395       |              |

Député élu : Émile Ternois (PRRRS)

#### 2ecirconscription
Député sortant : Henri des Lyons de Feuchin (FR)
| Candidat | Candidat                     | Parti    | Premier tour | Premier tour | Second tour | Second tour |
| Candidat | Candidat                     | Parti    | Voix         | %            | Voix        | %           |
| -------- | ---------------------------- | -------- | ------------ | ------------ | ----------- | ----------- |
|          | Henri des Lyons de Feuchin * | FR       | 7 998        | 47,03        | 8 138       | 46,68       |
|          | Marius Delahaye              | PRRRS    | 5 563        | 32,72        | 9 294       | 53,32       |
|          | Léon Mabille                 | SFIO     | 3 443        | 20,25        |             |             |
|          |                              |          |              |              |             |             |
| Exprimés | Exprimés                     | Exprimés | 17 004       |              | 17 432      |             |

Député élu : Marius Delahaye (PRRRS)

### Arrondissement d'Amiens

#### 1recirconscription
Député sortant : Lucien Lecointe (SFIO)
| Candidat | Candidat          | Parti    | Premier tour | Premier tour | Second tour | Second tour |
| Candidat | Candidat          | Parti    | Voix         | %            | Voix        | %           |
| -------- | ----------------- | -------- | ------------ | ------------ | ----------- | ----------- |
|          | Lucien Lecointe * | SFIO     | 9 454        | 46,07        | 11 776      | 54,06       |
|          | Georges Antoine   | ALP      | 8 494        | 41,39        | 10 008      | 45,94       |
|          | M. Pecquet        | PRRRS    | 2 572        | 12,54        |             |             |
|          |                   |          |              |              |             |             |
| Exprimés | Exprimés          | Exprimés | 20 520       |              | 21 784      |             |

Député élu : Lucien Lecointe (SFIO)

#### 2ecirconscription
Député sortant : René Jouancoux (PRRRS)
| Candidat | Candidat            | Parti    | Premier tour | Premier tour | Second tour | Second tour |
| Candidat | Candidat            | Parti    | Voix         | %            | Voix        | %           |
| -------- | ------------------- | -------- | ------------ | ------------ | ----------- | ----------- |
|          | René Jouancoux *    | PRRRS    | 9 970        | 41,50        | 13 937      | 58,66       |
|          | Charles Fauvel      | ALP      | 6 950        | 28,93        | 9 821       | 41,34       |
|          | Alphonse Hourdequin | FR       | 4 233        | 17,62        |             |             |
|          | Alexis Mailly       | SFIO     | 2 870        | 11,95        |             |             |
|          |                     |          |              |              |             |             |
| Exprimés | Exprimés            | Exprimés | 24 023       |              | 23 758      |             |

Député élu : René Jouancoux (PRRRS)

### Arrondissement de Doullens
Député sortant : Étienne Dusevel (PRRRS)
| Candidat | Candidat          | Parti       | Premier tour | Premier tour | Second tour | Second tour |
| Candidat | Candidat          | Parti       | Voix         | %            | Voix        | %           |
| -------- | ----------------- | ----------- | ------------ | ------------ | ----------- | ----------- |
|          | Anatole Jovelet   | PRRRS       | 5 283        | 46,50        | 7 416       | 100,00      |
|          | Étienne Dusevel * | PRRRS (FDG) | 4 380        | 38,55        | Retrait     | Retrait     |
|          | Amand Rosselin    | SFIO        | 1 699        | 14,95        |             |             |
|          |                   |             |              |              |             |             |
| Exprimés | Exprimés          | Exprimés    | 11 362       |              | 7 416       |             |

Député élu : Anatole Jovelet (PRRRS)

### Arrondissement de Montdidier
Député sortant : Louis-Lucien Klotz (PRRRS)
| Candidat | Candidat             | Parti       | Premier tour | Premier tour |
| Candidat | Candidat             | Parti       | Voix         | %            |
| -------- | -------------------- | ----------- | ------------ | ------------ |
|          | Louis-Lucien Klotz * | PRRRS (FDG) | 8 524        | 64,63        |
|          | M. Delaporte         | ALP         | 2 000        | 15,16        |
|          | Fernand Journé       | SFIO        | 1 777        | 13,48        |
|          | M. Sellier           | PRRRS       | 888          | 6,73         |
|          |                      |             |              |              |
| Exprimés | Exprimés             | Exprimés    | 13 189       |              |

Député élu : Louis-Lucien Klotz (PRRRS)

### Arrondissement de Péronne
Député sortant : Émile Magniez (PRRRS)
| Candidat | Candidat        | Parti       | Premier tour | Premier tour | Deuxième tour | Deuxième tour |
| Candidat | Candidat        | Parti       | Voix         | %            | Voix          | %             |
| -------- | --------------- | ----------- | ------------ | ------------ | ------------- | ------------- |
|          | Émile Magniez * | PRRRS (FDG) | 10 263       | 44,96        | 12 730        | 54,92         |
|          | Abel Pifre      | FR          | 9 294        | 40,72        | 10 448        | 45,08         |
|          | Robert Hazemann | SFIO        | 3 268        | 14,32        |               |               |
|          |                 |             |              |              |               |               |
| Exprimés | Exprimés        | Exprimés    | 22 825       |              | 23 178        |               |

Député élu : Émile Magniez (PRRRS)

## Inscriptions aux groupes parlementaires
|   | Circonscription | Député élu         |  | Parti | Groupe                                          |
| - | --------------- | ------------------ |  | ----- | ----------------------------------------------- |
| 1 | 1re d'Abbeville | Émile Ternois      |  | PRRRS | Parti républicain radical et radical-socialiste |
| 2 | 2e d'Abbeville  | Marius Delahaye    |  | PRRRS | Parti républicain radical et radical-socialiste |
| 3 | 1re d'Amiens    | Lucien Lecointe    |  | SFIO  | Parti socialiste                                |
| 4 | 2e d'Amiens     | René Jouancoux     |  | PRRRS | Parti républicain radical et radical-socialiste |
| 5 | Doullens        | Anatole Jovelet    |  | PRRRS | Parti républicain radical et radical-socialiste |
| 6 | Montdidier      | Louis-Lucien Klotz |  | PRRRS | Union républicaine radicale et socialiste       |
| 7 | Péronne         | Émile Magniez      |  | PRRRS | Union républicaine radicale et socialiste       |